# Алдияров, Байзулла
Байзулла́ Алдия́ров (каз. Байзолла Алдияров; 1924 год, село Булак, Актюбинская губерния — 1990 год, село Онгар, Хромтауский район, Актюбинская область) — советский механизатор, комбайнёр Кзылжарской МТС Актюбинской области, Казахская ССР. Герой Социалистического Труда (1957).

## Биография
Родился в 1924 году в селе Булак Актюбинского уезда Актюбинской губернии Киргизской АССР (ныне Хобдинского района Актюбинской области Казахстана).
После окончания начальной школы работал с 1936 года в колхозе имени Кирова в родном селе. Окончив школу механизации сельского хозяйства, трудился до 1958 года трактористом, комбайнёром в Кзылжарской машинно-тракторной станции (МТС). Ежегодно перевыполнял производственный план.
Указом Президиума Верховного Совета СССР от 11 января 1957 года за особо выдающиеся успехи, достигнутые в работе по освоению целинных и залежных земель, и получение высокого урожая Алдиярову Байзулле присвоено звание Героя Социалистического Труда с вручением ордена Ленина и золотой медали «Серп и Молот».
Неоднократно участвовал во Всесоюзной выставке достижений народного хозяйства (ВДНХ).
С 1958 года — механик, заведующий Кзылжарской МТС.
Скончался в 1990 году в селе Онгар.
Награды
- медаль «Серп и Молот» (11.01.1957)
- орден Ленина (11.01.1957)
- Медаль «За освоение целинных земель»